# Парафієвка
Пара́фієвка (рос. Парафеевка, башк. Парафеевка) — присілок у складі Белебеївського району Башкортостану, Росія. Входить до складу Малиновської сільської ради.
Населення — 40 осіб (2010; 25 в 2002).
Національний склад:
- башкири — 32 %
- росіяни — 28 %